# Dorfen (Bopfingen)
Dorfen ist ein Teilort von Flochberg, einem Stadtteil von Bopfingen.

## Lage und Verkehrsanbindung
Dorfen liegt südlich des Stadtkerns von Bopfingen und südwestlich von Flochberg und ist mit der Kreisstraße K 3316 an den Verkehr angebunden.
Der Weiler liegt auf einer Hochfläche der Schwäbischen Alb, dem Härtsfeld.

## Geschichte
Dorfen wurde das erste Mal im 15. Jahrhundert als Dorffa erwähnt. Im 15. und 16. Jahrhundert gehörte der Ort zur Herrschaft Schenkenstein. 1613 wurde der Ort an Oettingen verkauft.
1872 hatte Dorfen 68 Einwohner.